# Nowe Budy (powiat żyrardowski)
Nowe Budy – wieś w Polsce położona w województwie mazowieckim, w powiecie żyrardowskim, w gminie Radziejowice. Ma status sołectwa. 
W latach 1975–1998 miejscowość należała administracyjnie do województwa skierniewickiego.